# Padula

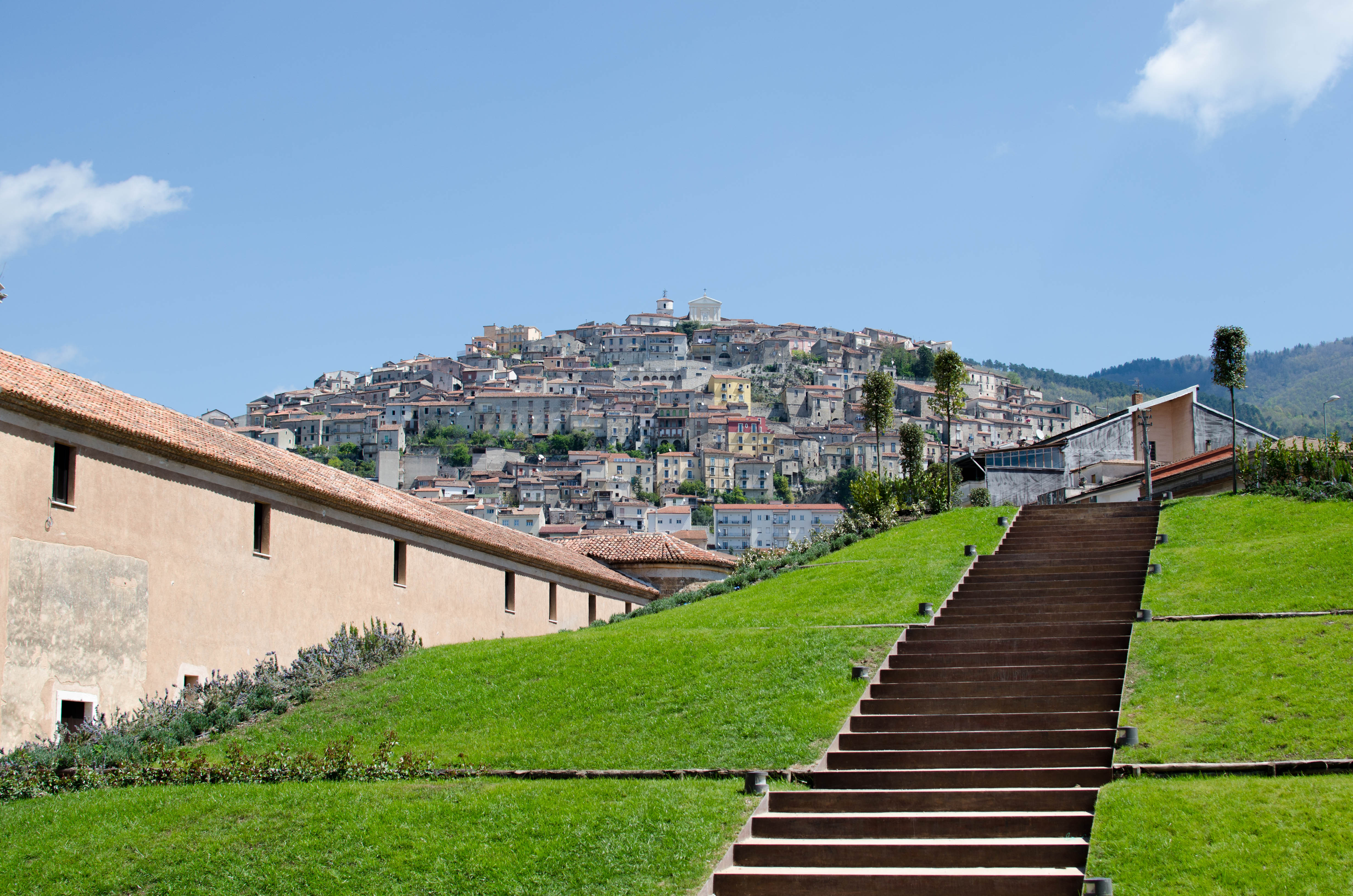
Blick aus die Stadt

Padula ist eine italienische Gemeinde in der Provinz Salerno, Region Kampanien mit 4872 Einwohnern (Stand 31. Dezember 2023) und Teil der Comunità Montana Vallo di Diano.

Der Ort ist bekannt durch ein auf der Liste des Weltkulturerbes stehendes Kloster, die Kartause von Padula.
Zur Gemeinde gehören die Ortsteile Ascolese und Caiazzano, Nachbargemeinden sind Buonabitacolo, Marsico Nuovo (PZ), Montesano sulla Marcellana, Paterno (PZ), Sala Consilina, Sassano und Tramutola (PZ). Schutzpatron des Ortes ist San Michele Arcangelo.

## Geographie
Der Ort liegt circa 100 km südöstlich der Provinzhauptstadt Salerno und erstreckt sich über ein Gebiet von etwa 66 km². Er befindet sich zum größten Teil auf einem Hügel, 698 m über dem Meer.

## Geschichte
Die Ursprünge des Ortes können bis ins 9. Jahrhundert zurückverfolgt werden, als der Hügel, auf dem die Stadt liegt, als Befestigung gegen Angriffe der Sarazenen verwendet wurde.

## Einwohner
Demographische Entwicklung: